# عنکبوت جهنده برنزه
عنکبوت جهنده برنزه (نام علمی: Platycryptus undatus) گونه‌ای عنکبوت از خانواده عنکبوت‌های جهنده است.